# Guillaume Embriaco
Guillaume Embriaco, ou Guillaume du Gibelet, mort après 1204, est un noble d'origine génoise. Il est le quatrième fils de Guillaume II Embriaco, seigneur du Gibelet, et de son épouse Sancha, originaire de Provence.
Après la mort de son père vers 1159, son frère aîné Hugues II Embriaco lui succède comme seigneur du Gibelet tandis qu'un autre de ses frères, Raymond Embriaco, devient connétable du comté de Tripoli en 1181.
Il épouse Fadie, fille de Manassès de Hierges, connétable de Jérusalem, avec qui il a au moins un enfant :
- Hugues Embriaco, qui devient seigneur de Besmedin.

La date de sa mort est inconnue, mais Guillaume meurt après 1204.